# Stadtkirche Friesack

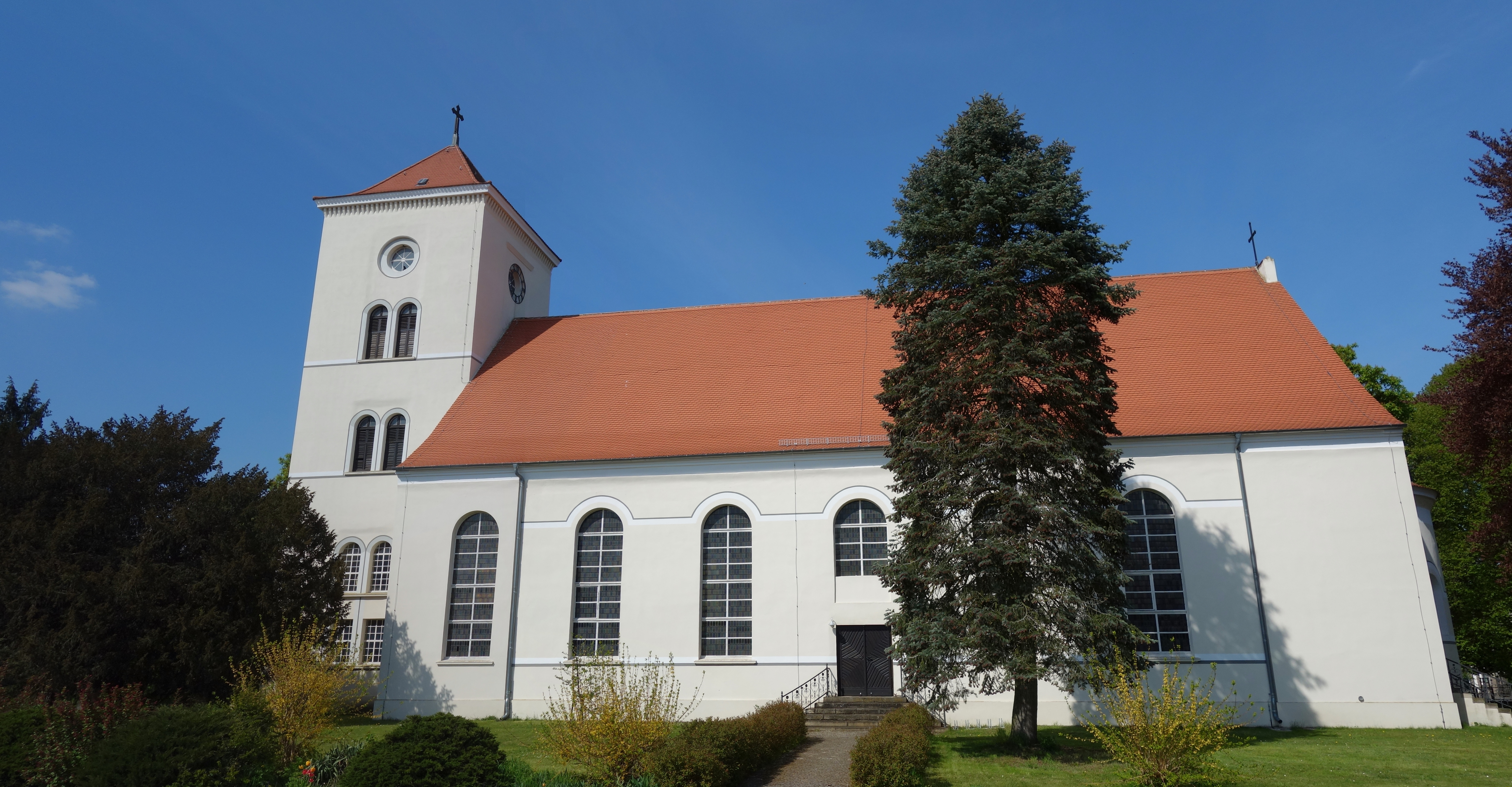
Stadtkirche Friesack

Die evangelische Stadtkirche steht in Friesack, einer Stadt im Landkreis Havelland von Brandenburg. Die Kirche gehört zur Kirchengemeinde Friesacker Ländchen im Kirchenkreis Nauen-Rathenow der Evangelischen Kirche Berlin-Brandenburg-schlesische Oberlausitz.

## Beschreibung
Die Saalkirche wurde anstelle eines Vorgängerbaus 1843/44 im Rundbogenstil unter dem Einfluss der Schinkelschule errichtet. Sie besteht aus einem Langhaus, einer eingezogenen Apsis im Osten und einem Kirchturm auf quadratischem Grundriss im Westen, der mit einem Pyramidendach bedeckt ist. Die Kirche ist im Zweiten Weltkrieg ausgebrannt. Sie wurde 1949 bis 1955 in vereinfachter Form nach einem Entwurf von Winfried Wendland wiederaufgebaut.
1844 stellte Gottlieb Heise eine Orgel mit 17  Registern auf einem Manual und Pedal auf. Diese Orgel wurde 1905 ersetzt durch eine Orgel von Wilhelm Sauer mit 20 Registern auf zwei Manualen. Im Zweiten Weltkrieg wurde die Orgel zerstört. Die heutige Orgel mit 18 Registern, zwei Manualen und einem Pedal wurde 1974 als Opus 450 von der Alexander Schuke Potsdam Orgelbau gebaut.